# 整军方案

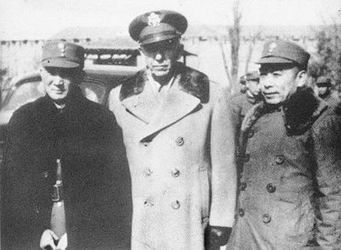
停战三人小组政府代表张治中（左一），美国调停代表马歇尔（左二），中共代表周恩来

整军方案全称为关于军队整编及统编中共部队为国军之基本方案，是1946年2月25日中華民國国民政府代表张治中與中國共產黨代表周恩来在時任美国总统杜魯門特使马歇尔的调停下达成的整编中共军队为中华民国国军的协定。该协定是继政治协商会议之后，中國國民黨與中國共產黨为贯彻政协军队国家化决议而达成的又一重大成果。该协定原定在两个星期内由中共和国民政府向三人军事小组提交各自军队表册作为整编过程第一步，但因国共兩黨矛盾日趋尖锐，中共未提交表册，协定迟迟未能执行，终因第二次国共内战全面爆发而流产。

## 整軍背景
1945年中国抗日战争胜利后，国共军队围绕日军受降区和东北问题展开激烈争夺，双方相继爆发上党战役、平绥战役等。1946年1月10日，为迎接政治协商会议，国共两党在马歇尔调停下达成了停战令，该停战令是国共两党为结束内战而达成的一个重要成果。随后国共两党在政治协商会议上达成了五项协议，其中军事问题协议则明确了军队国家化的方针，该方针要求虽然国民政府可以进行改组以容纳各政党，但是国家不能存在政府军以外的军队。

## 整軍过程与内容

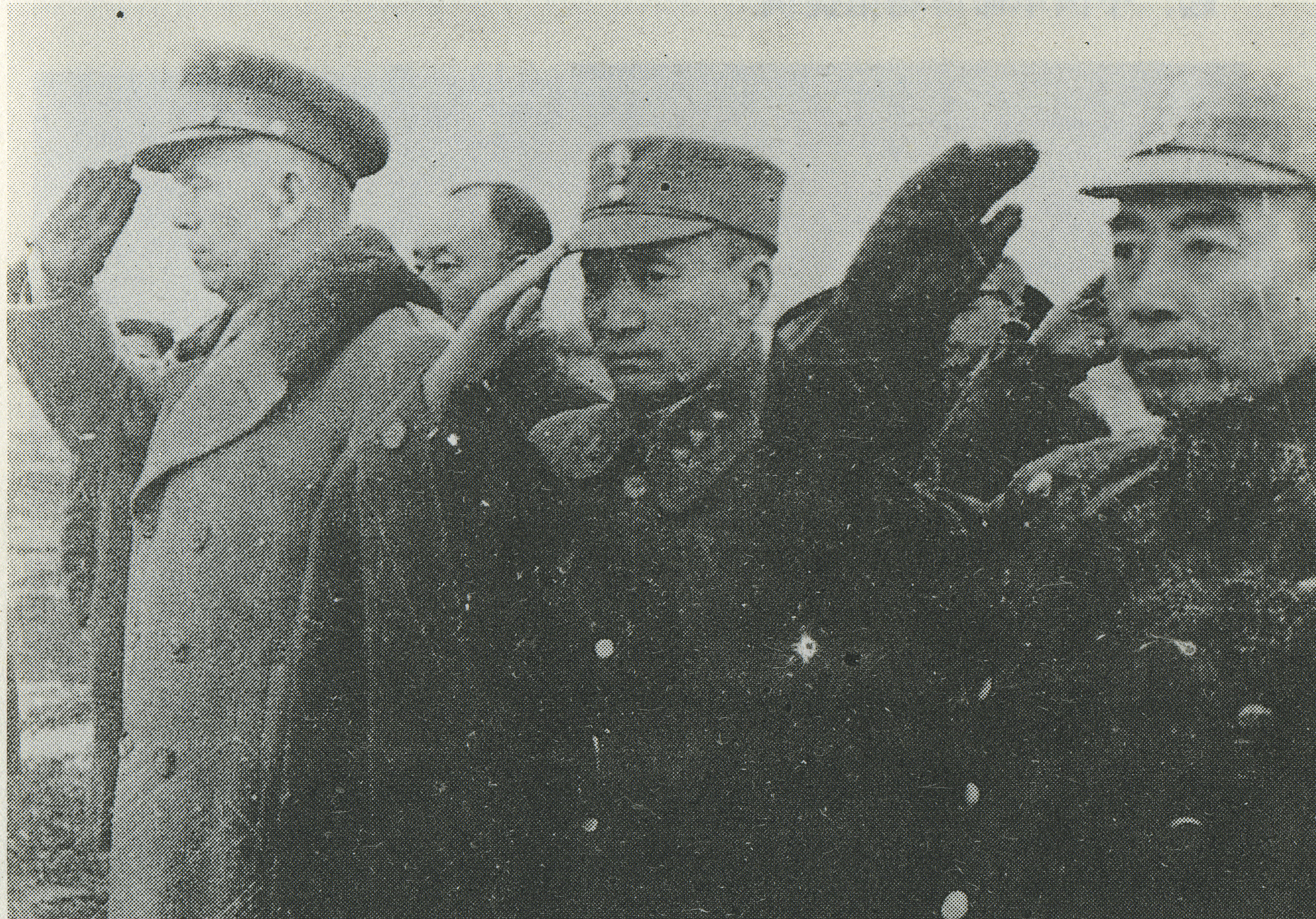
停战三人小组在汉口视察国军部隊。政府代表张治中（中），美国调停代表马歇尔（左），中共代表周恩来（右）

因1月停战令后双方须立即着手军队整编，以防止军队重新爆发冲突，因此在政治协商会议之后，军事三人小组就整编军队问题开始实质性协商。周恩来在接受记者提问的时候也表示了取消中共军队党组织的意愿。协商发生的主要分歧在于整编和混编问题，张治中希望混编(fusion)即国共军队彻底融合，但周恩来坚持统编(integration)，即以师为单位，一个军中若中共两个师则中共提名军长；若国军两个师则国军提名军长。另外护路队问题也是争议关键，周恩来反对以军队作为护路队，只需要军警护路；而国民政府坚持为保护铁路必须由交通部下属18个团的军队护路。三方在2月11日开始到22日经过多次协商，终于达成了决议。该协定双方作出大量妥协，尤其在统编和混编问题上，国民政府让步采用了周恩来的统编建议，这意味着国共军整编之后仍然各自保留师级单位，并未真正达到军队国家化的要求。具体的整编比例，最终达成意见是全国军队总共六十个师，中共则占十个师。
因此时時任國民政府主席蒋中正赴南京召开军事复员会议，故拖延数日后才正式公布整军协定。
2月25日下午四时，双方签字后正式公布了整军方案，共计八条二十三节。

## 整軍后续活动

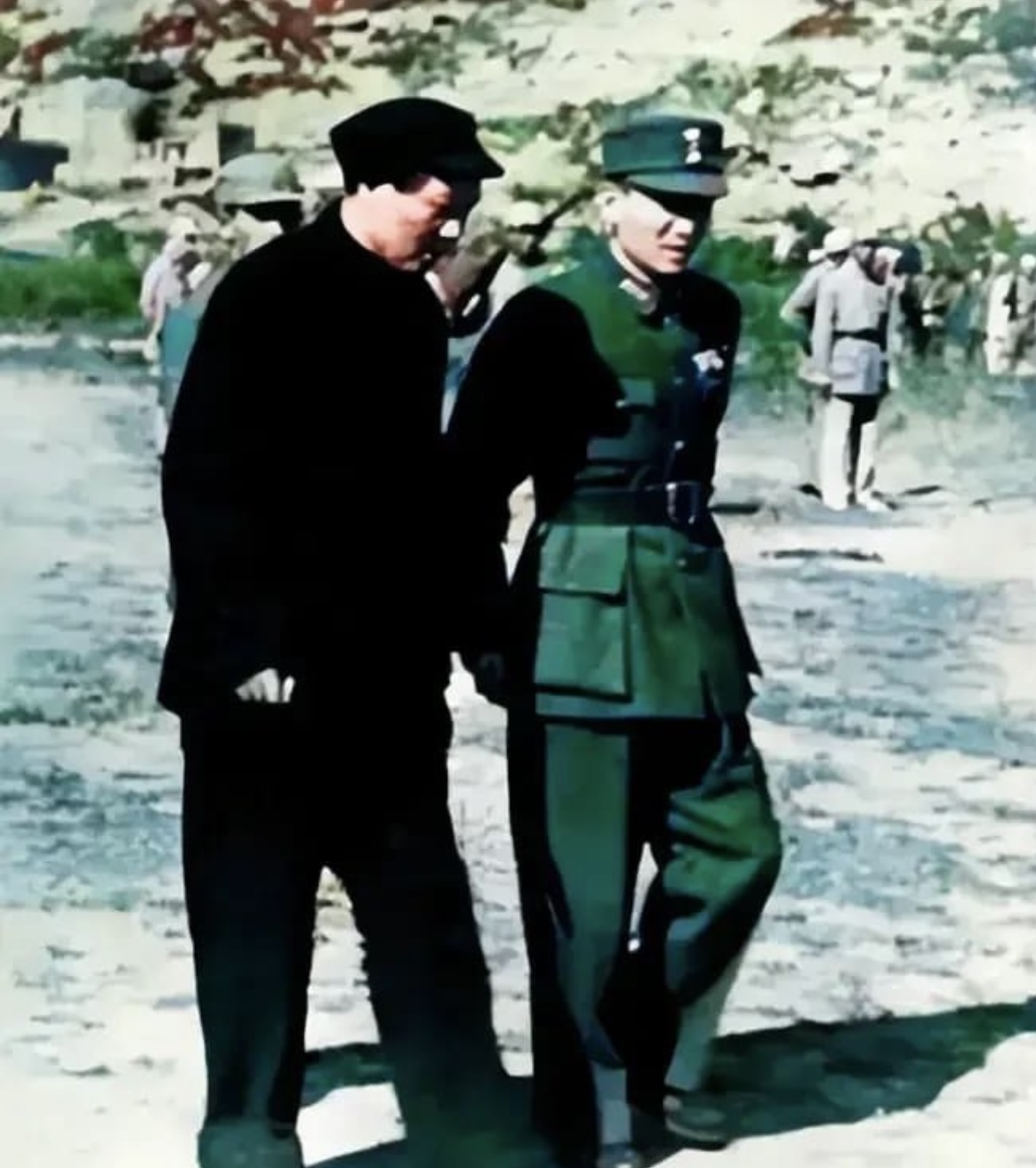
1946年马歇尔张治中周恩来三人停战小组视察汉口徐州延安等国军驻军点并监督整军协定实施情况。3月4日在延安，毛泽东陪同张治中检阅部队。会谈中，毛泽东表示将把中共中央迁址淮阴。

2月28日，三人军事小组依据政协决议視察全国各地停战区域，确保停战令执行。三方在汉口表示，視察目的在于澄清异见，当面解释整军目的。3月5日，三人返回重庆。下一阶段任务是达成东北停战协定，这是国共内战前双方关系的最佳时期。然而此时因马歇尔赴美述职，故3月11日离开重庆，直到4月23日才返回。此段时间里，国共关系急剧恶化，到4月底，双方已经开始濒临大战的边缘。

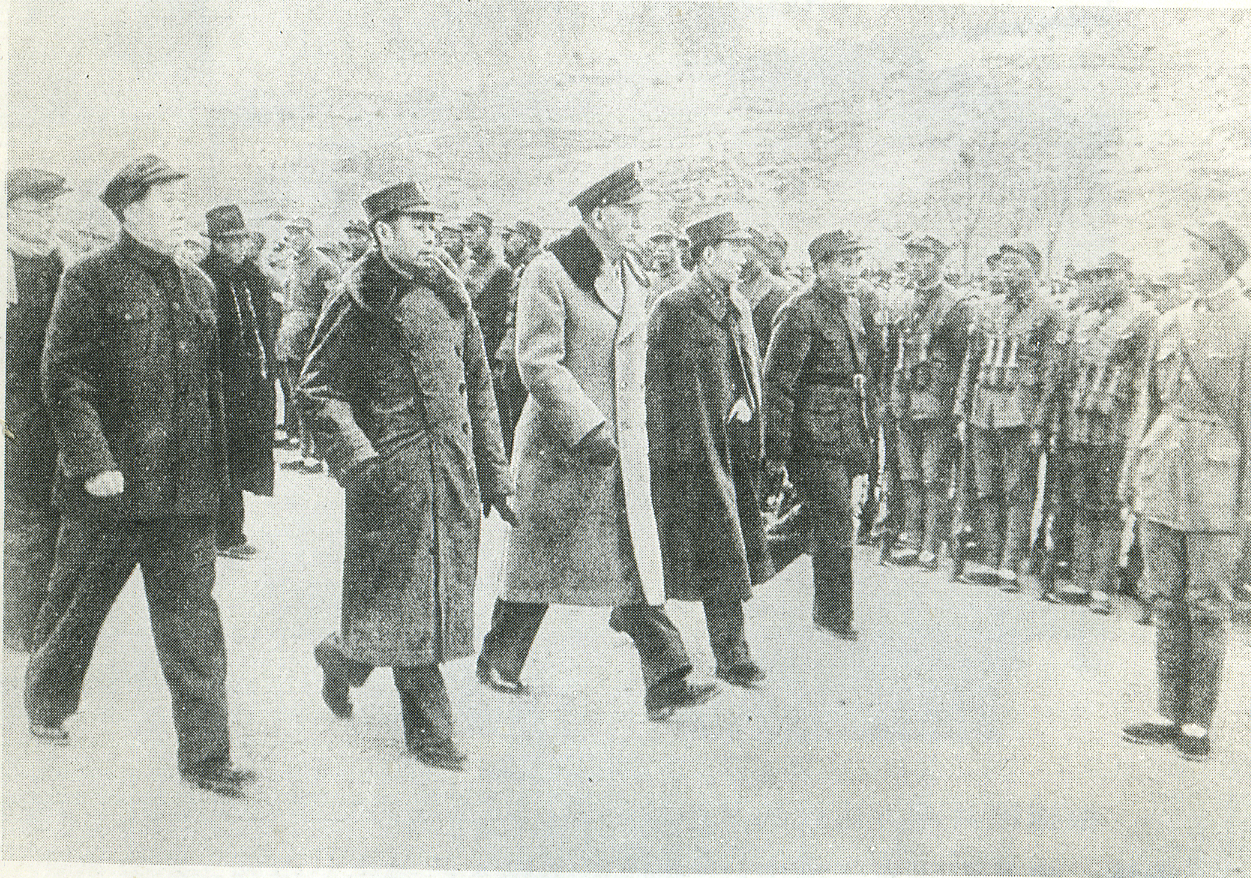
1946年3月4日，停战三人小组在毛泽东（左一），朱德（右一）陪同下视察延安八路军。

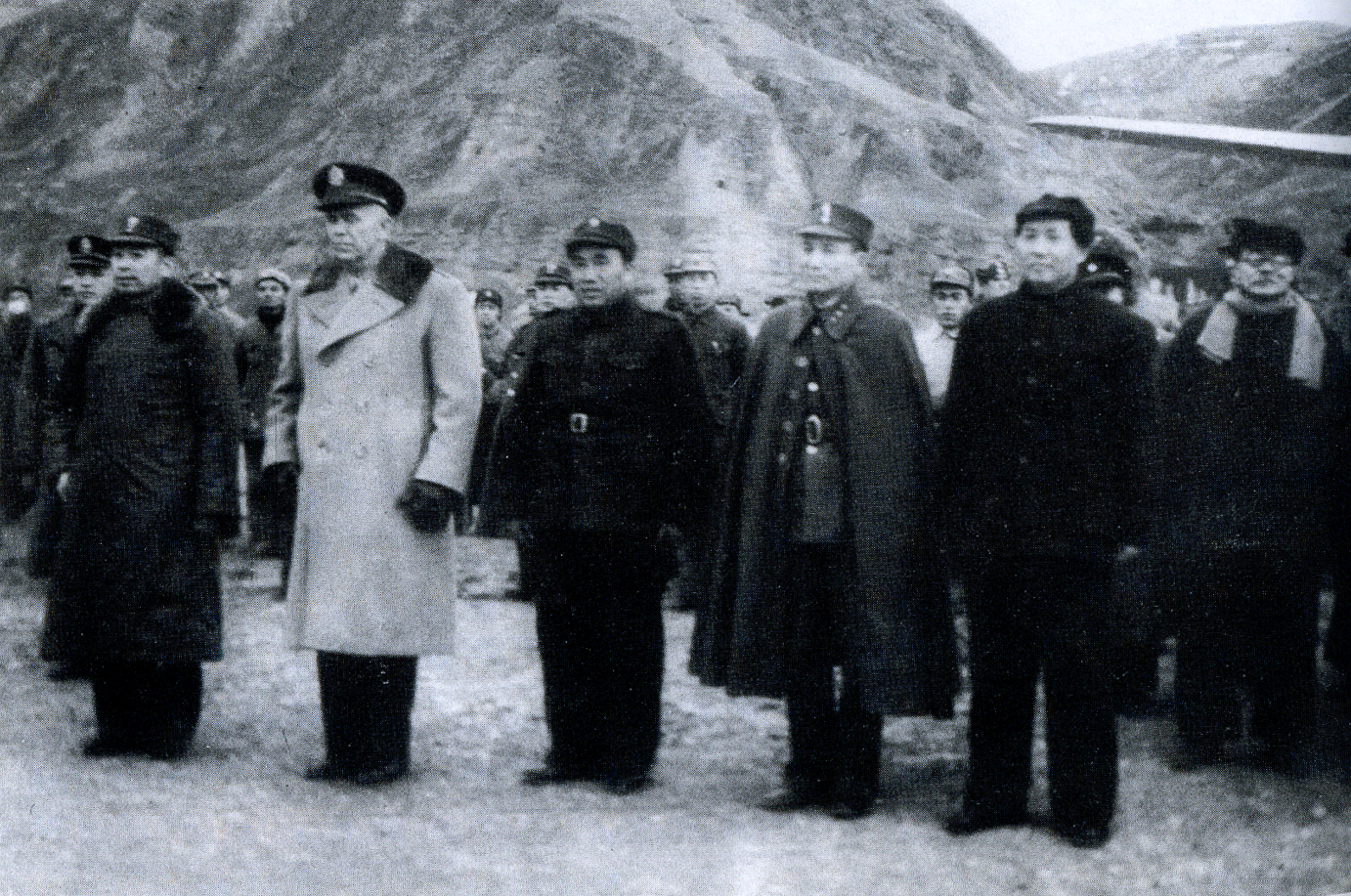
1946年3月4日，延安，三人小组与中共领袖，左起周恩来，马歇尔，朱德，张治中，毛泽东

3月上旬，中國国民党六届二中全会提议修改政治协商會議宪法草案，这一举动立即遭到中共强烈抗议。按照整军协议，中共应在3月下旬之前提交中共军队的表册。3月26日，国民政府按照整军协定，向军事三人小组提交了政府军90个师的表册和前两个月部队复员次序表册；但中共拒绝提交表册，并坚持说，因为国民党未能履行一致同意的政协决议，因此直到达成履行政协决议通过的完全公开协议，他们才会提交参见国民政府委员会名单和所要求部队表册。
在这种情况下，军队整编方案的贯彻实施被无限期搁置下来。4月开始，东北开始爆发军事冲突，这时中原尚未开战。但6月第二次停战令结束之后，中原地区也开始了军事冲突。虽然全国军事冲突爆发，但是直到11月制宪国民大会时，军事冲突仍受到南京国共谈判代表的约束而未能放手大打。1947年3月，中共代表被迫撤离南京，国共军队彻底失去制约，大战终于爆发。1947年7月31日，中共正式宣布成立“中国人民解放军”，由此整军方案完全失效。
国民政府方面，依据整军协议之规定，政府军在陇海路以南的部队接受了整编，陇海路以北和运动中的部队未能整编。例如南京的七十四军整编为七十四师。中共方面，仅聂荣臻的华北晋察冀部队整编，其他部队不仅未能整编，还大举扩编，如林彪罗荣桓的东北民主联军。

## 整军对中國国民党内部的影响
整编军队也影响到国军中所谓“杂牌军”的作战士气。郭汝瑰回忆，“围绕着整军，蒋军内部发生过激烈的争论。奇怪的是，蒋、白、陈都坚决反共，而整军的态度各不相同。蒋介石坚决反共，国共两军在全国已广泛展开战斗，蒋军将领许多人都叫嚣停止整军，但蒋介石还是要整，陈诚希图迎合蒋介石意旨取宠，也大声疾呼整军，……白崇禧认为内战不可避免，反对整军。” 在整军过程中，“同样是国家的军官，出身经历战绩等等都差不多，而属于所谓‘土木工程系’的军队（指陈诚系统—作者注），不只不被裁编，反而扩充”，“这种不公不平的事实，……怎么不会使得国军的精神完全瓦解”。甚至因为整编而荒唐到了“军官多惧年限失业，以为平匪无异缩短一己职业（退伍有一条可以因需要不按年限者）”，因此作战不积极。而土木系主力整编第十一师師長杨伯涛回忆说，该师原为第十八軍，整编后成为一个師，并仅辖六个团，并未扩充。